# Ponte Sfondato
Ponte Sfondato è una frazione del comune di Montopoli di Sabina, da cui dista 6,46 chilometri, situata lungo la strada regionale 313 di Passo Corese (ex strada statale 313), o via Ternana.
Il suo nome è dovuto al caratteristico ponte naturale, collassato nel 1961, scavato in un costone roccioso dal torrente Farfa e distante circa un chilometro dal centro abitato, che era propriamente denominato Osteria di Ponte Sfondato.

## Il «Ponte Sfondato» e l'origine del toponimo
La denominazione Ponte Sfondato non deriva, come si potrebbe immaginare, dall'evento recente del crollo del ponte. Il nome della località deriva invece dal ponte di roccia, quasi certamente naturale, prodotto dall'erosione della corrente del fiume Farfa, e per secoli denominato appunto Ponte Sfondato. Lo troviamo già documentato, ad esempio, nel 1757 (il fiume Farfa «imbocca nel Tevere poco lungi da Ponte sfondato, meno di un miglio distante da Torri»); e cfr. anche la nota etimologica di Giuseppe Antonio Guattani (1827): «il tronco [della via Salaria] si divide in tre rami. Il settentrionale prossimo al Tevere [odierna via Ternana] traversa il Farfa sopra il ponte sfondato [...]. Si passa sopra un ponte detto sfondato per un foro che l'impeto della corrente si è aperto a traverso del monte tufaceo, lasciando il suo primiero letto. Passava anticamente circa 150 passi più innanzi, sotto ponte artificiale rimasto in secco».
In corrispondenza della rupe erosa, prima della rettifica del corso fluviale determinata dall'apertura del varco nella roccia, avvenuta prima del secolo XVI, il Farfa formava un ampio meandro, oggi ancora ben evidente nei rilievi aerofotografici del territorio. Il tracciato dell'ansa definiva una penisola rocciosa sicuramente ancora esistente nel Medioevo, sulla sommità del quale era l'area del castrum di Tribuco (vedi oltre).
Peraltro, è quasi certo che la denominazione originaria del passo sia stata Monte Sfondato. Nella prima carta della Sabina ove la località è menzionata, quella di Mauro Giubilio (o Iubilio, medico di Torri in Sabina), composta prima del 1592, figura il toponimo «Mo(n)te Sfond(ato)». E già in un manoscritto dell'umanista reatino Mariano Vittori, morto nel 1572, si legge: «montem, quem perforatu(m) vocant».
Monte Sfondato può facilmente essersi mutato in Ponte Sfondato: per ovvia sostituzione logica (essendo quel «monte», di fatto, divenuto un «ponte»), o per scambio o trasformazione fonetica della labiale m in p, ovvero per abbreviazione, in una possibile originaria denominazione Ponte di Monte Sfondato. Dal XVII secolo, nelle carte topografiche (Innocenzo Mattei, 1674; Ameti, 1696; Gian Domenico Campiglia, 1743; Giovan Battista Chigi, 1777; A. Litta, 1820) e nei testi (si vedano quelli sopra menzionati) la denominazione è stabilmente Ponte Sfondato («Ponte naturale detto Sfondato», in una mappa tecnica del 1832 di un tratto della via Ternana).

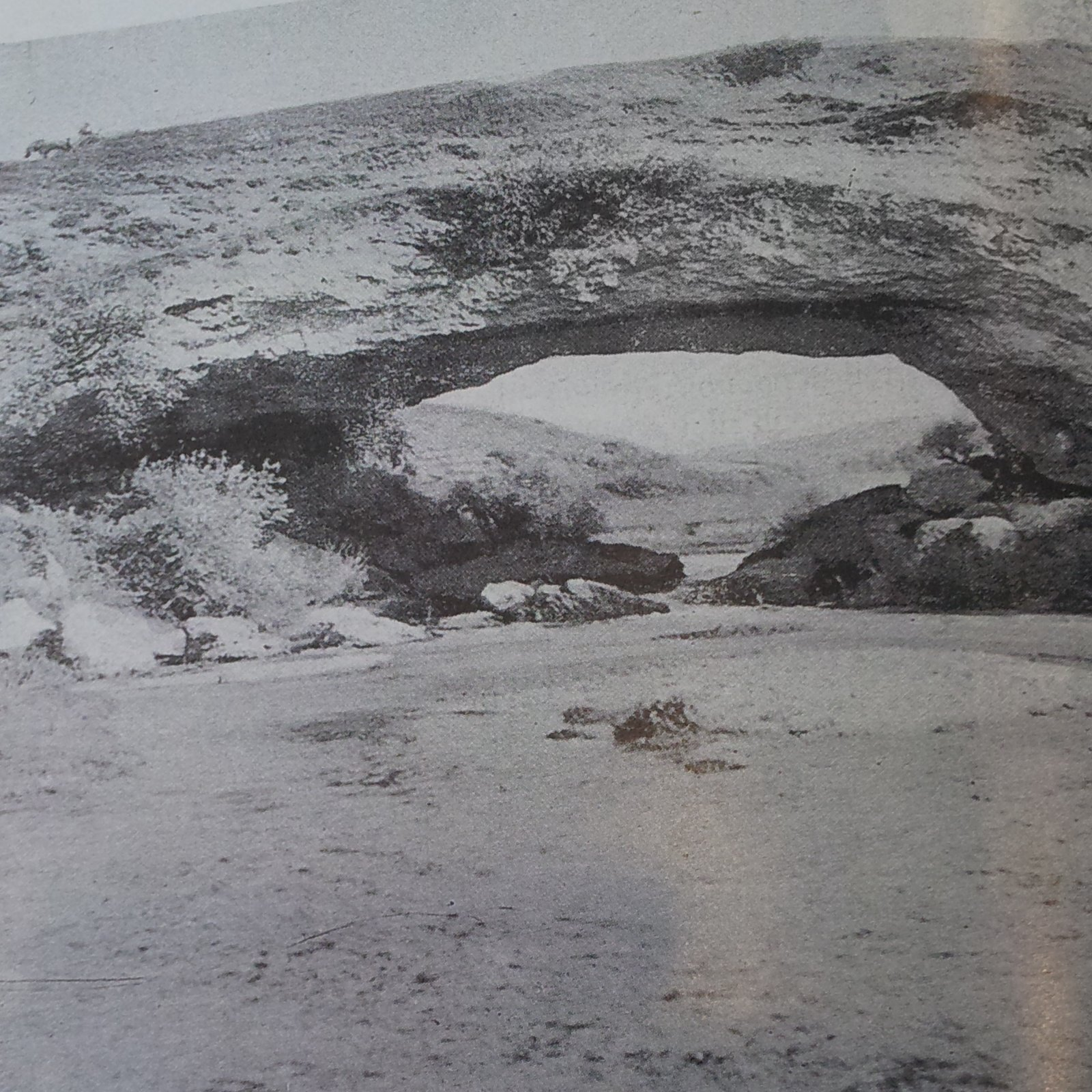
Il Ponte Sfondato in una fotografia dei primi del Novecento

Il singolare fenomeno di erosione è stato oggetto di studi geofisici. Dopo una nota del Keller nel 1896, lo studio più comprensivo è di Carmelo Maxia (1948, vedi Bibliografia), che ne fornisce una descrizione morfologica, metrica e mineralogica, confermando l'ipotesi genetica naturale, coincidente peraltro con la tradizione storica, e concedendo al massimo un intervento antropico di perforazione di un residuo diaframma.
Il ponte di roccia è collassato in una notte del 1961: con scarsa preveggenza, il Maxia aveva ipotizzato che la corrente «potrà determinare, in avvenire lontano, il crollo della volta, [...] come se la Natura, quasi pentita, tenda a distruggere l'utile opera sua stessa». Il ponte è invece crollato pochissimi anni dopo. Vero è che i locali riferirono allo studioso, e ancora oggi si racconta in loco, che nei primi di giugno del 1944, durante la loro ritirata, le truppe tedesche abbiano minato i prospetti del ponte, con conseguente crollo di una parte della volta. Tale circostanza risulterebbe anche documentabile da collazioni fotografiche, in particolare dall'osservazione della variazione di spessore dell'arcata, che il Keller aveva determinato in metri 8,80, contro i 5-6 rilevati dal Maxia.
Già nel 1960 era comunque in avanzata fase di costruzione l'odierno ponte carrabile in cemento armato, che ora scavalca il Farfa più a monte e ha parzialmente variato il tracciato della via Ternana.
La galleria fotografica in fondo a questo articolo (vedi qui) contiene immagini dei ruderi del Ponte Sfondato, ormai nascosti fra la vegetazione, deposti sul letto del torrente Farfa.

## Iconografia

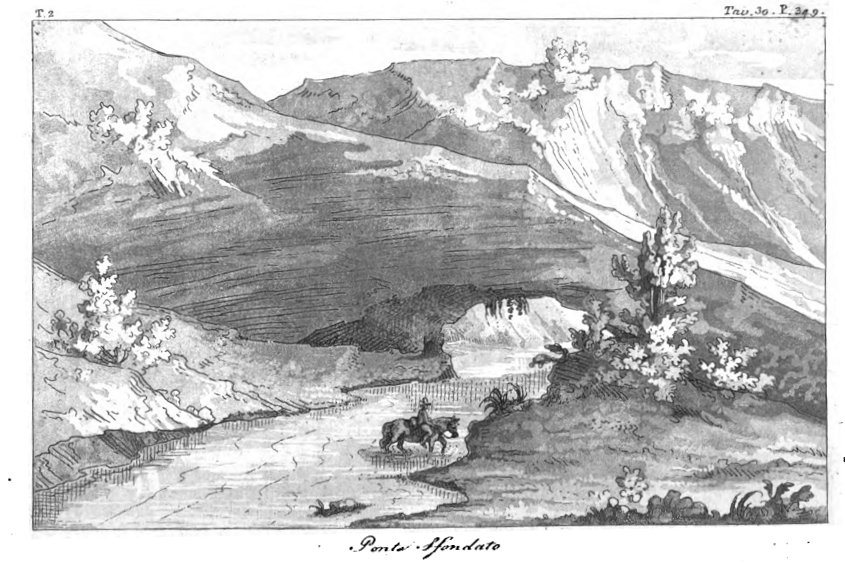
Il Ponte Sfondato in un disegno di Ludovico Prosseda (1828)

La particolarità paesaggistica del sito, ove il primitivismo agro-pastorale si univa alla desolazione e ai ruderi, emergenze del passato splendore, costituì un'attrattiva per artisti romantici e viaggiatori: «si godono qui d'intorno bellissime vedute, per cui questo sito è bene spesso visitato da' pittori paesisti».
Il ponte fu disegnato nel 1828 da Ludovico Prosseda (1780-1860), artista, pittore e incisore di Moricone, autore delle tavole pubblicate sull'opera citata del Guattani.
Un olio su tela di cm 150 × 200, che rappresenta il ponte sfondato con scena pastorale, è attualmente di proprietà di una galleria d'arte privata, con sede in Roma; l'opera, non firmata, è attribuita al paesaggista Andreas Marko (Vienna 1824, Firenze 1895), anche sulla base del fatto che un dipinto di identico soggetto a sua firma sarebbe stato di recente (2011) presentato in un'asta a Parigi.
Del territorio di Ponte Sfondato, oltre alle levate aerofotografiche disponibili sul Portale Cartografico Nazionale, esistono fotografie planimetriche effettuate per rilievi bellici dalla RAF nel 1943: due (più una terza del 1973) sono pubblicate dalla Muzzioli alle pagine 120 e 121 del volume L'aerofotografia, altre nel suo Cures Sabini (entrambi i riferimenti in Bibliografia).
Una magnifica vista del ponte compare in una scena del film Il Ritorno di Don Camillo (1953); anche una scena del film Totò e Carolina (1955), di Mario Monicelli, è stata girata sul Ponte Sfondato e nel sottostante Torrente Farfa.

## Storia

### Età antica
La zona, per la sua particolare collocazione geografica lungo la riva sinistra del Tevere, dovette essere abitata e percorsa fin dall'epoca preromana. Per il periodo Paleolitico e Mesolitico si veda l'apposita ricerca indicata in Bibliografia. Maria Pia Muzzioli, docente di topografia antica, nel suo già menzionato Cures Sabini censisce nel territorio compreso fra Montopoli e Passo Corese decine di siti archeologici, dal paleolitico alle varie età romane. In località Grotte di Torri è stato rinvenuto un notevole reperto murario (un tempo ritenuto la cinta ciclopica di un oppidum, oppure una propaggine dell'antica e non distante Cures Sabini), descritto per la prima volta, dopo una nota manoscritta del Vittori nel XVI secolo, da Pierluigi Galletti nel 1757, che ritenne erroneamente di avere qui rinvenuto la sede dell'antico insediamento di Gabio; più recentemente, il manufatto è stato interpretato come una villa romana. Su questo importante reperto si veda, su questa stessa enciclopedia, la voce Grotte di Torri. Anche in località San Vittore e Villa Caprola, presso il corso del Tevere, sono stati rinvenuti i ruderi di antiche ville romano-sabine. Alcuni resti rinvenuti fanno pensare all'esistenza di un tempio dedicato al dio fluviale Farfaro (Farfarus è, in Ovidio, il nome del fiume Farfa).

### L'età medievale e Castel Tribuco
A guardia del ponte sul Farfa, sul costone successivamente trasformato in ponte sfondato, nell'Alto Medioevo fu edificato un castello, Tribucum o Castel Tribuco (o anche Tribico e Trivico), così detto, secondo alcuni, per via delle tre porte di cui era dotato.
Il castello nacque anche a difesa del gualdo di San Getulio. La comunità rurale che aveva abbandonato vaste aree della campagna sabina in seguito alle invasioni barbariche, si accentrò infatti intorno alla tomba ricavata in una grotta che raccoglieva le spoglie di San Getulio, protomartire sabino, che a Ponte Sfondato fu martirizzato (in fundo capriolis, oggi località Caprola) sotto l'imperatore Adriano (117-138), e qui sepolto e venerato nei secoli successivi. Nell'867, per preservarla dalle incursioni saracene, la salma fu traslata all'interno del monastero farfense.
L'area occupata dal castello era chiusa su tre lati dal Farfa, che qui formava un'ansa (come si legge in un documento farfense del 982, era circoscritto «a capite petra ficta, a tribus lateribus fluvio Farfa». Verso la fine del secolo IX si aggiunsero forse altri presidi sulla sponda opposta del Farfa (si legge nel Regestum Farfense di Gregorio da Catino, doc. 428: «ambobus castellis quae vocantur Tribucum, unum iuxta alium»).

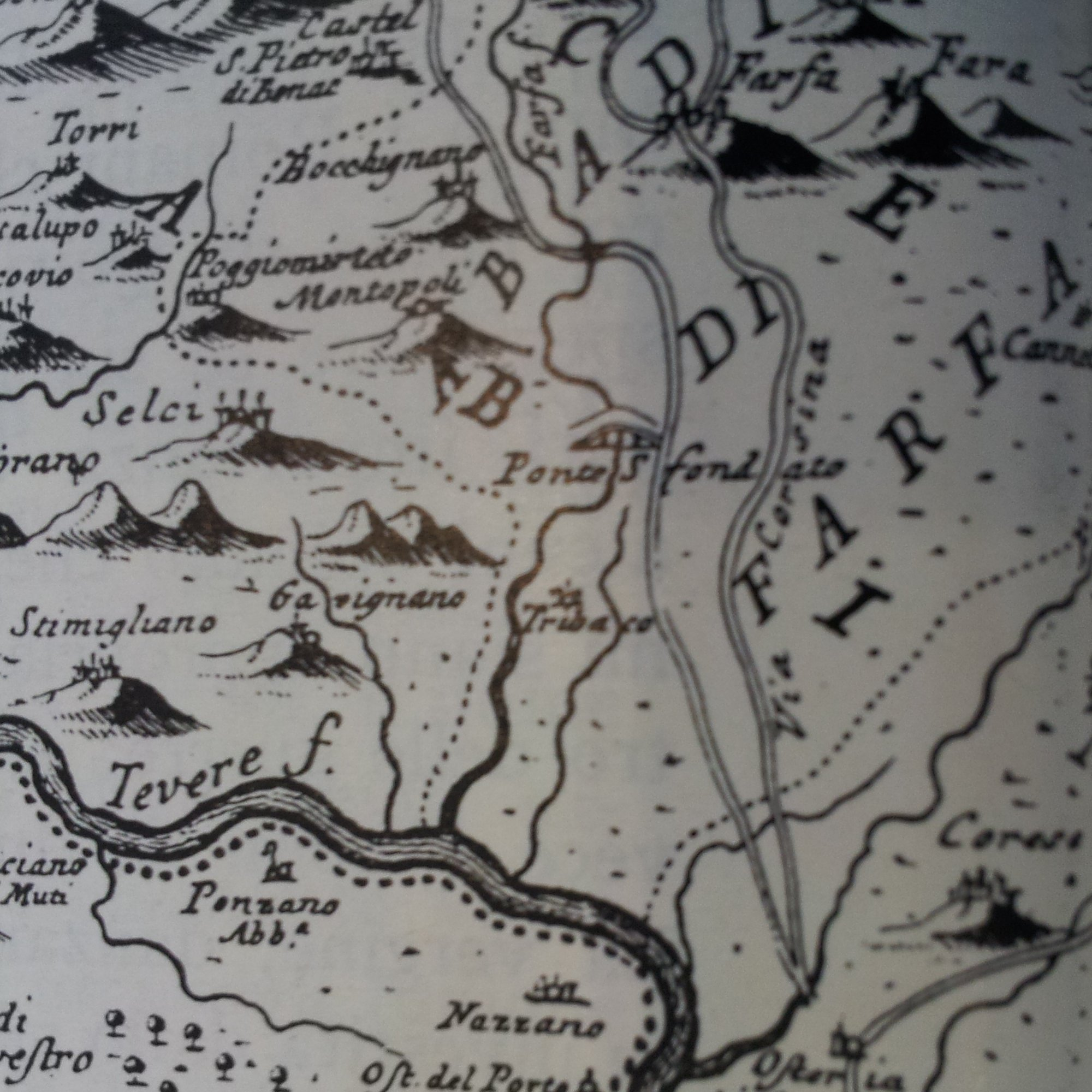
Il Ponte sfondato e Castel Tribuco sulla carta del Campiglia (1734)

Il castello, ampiamente documentato nei documenti farfensi, fu senz'altro uno dei più potenti della Sabina, a lungo conteso fra l'abbazia di Farfa e la famiglia nobile dei Crescenzi, spesso teatro di lotte sanguinose. La rilevanza del presidio derivava dalla sua collocazione strategica, dominante la valle del Farfa e la sua confluenza del Tevere, con porto fluviale e traghetto, e all'intersezione di una importantissima via di terra Nord-Sud. Dal 16 febbraio al 2 aprile del 1111, in piena lotta per le investiture, papa Pasquale II con sei cardinali vi fu tenuto prigioniero dall'imperatore tedesco Enrico V di Franconia. Papa Innocenzo II, in guerra con l'antipapa Vittore IV, ne ordinerà il diroccamento nel 1138.
Il toponimo Tribuco sopravvisse tuttavia a lungo dopo la distruzione del castello: figura ancora nelle carte geografiche sopra citate del Mattei (1674, «Tribuco Locus»), dell'Ameti 1696, del Campiglia (1743, «Tribaco», sic, per refuso tipografico), del Chigi (1777), del Litta (1820, «C. Tribuco»); spesso, tuttavia, collocato piuttosto a sud rispetto al ponte.
Tracce di alcune strutture murarie del maniero si conservano a sud del ponte, in luogo dominante, fra la via Ternana moderna e il fiume, e alcuni avanzi impostati su una cisterna romana riutilizzata.
Il paese di Montopoli è situato alla destra del Farfa. I territori alla sinistra del corso d'acqua (la cosiddetta terra di Coltimoni o Turris, oggi distribuiti fra le frazioni di Ponticchio e Ponte Sfondato, in località Grotte di Torri) risultano acquisiti al comune di Montopoli dal 15 gennaio 1489. Tuttavia la traslazione della salma di San Getulio (867), sopra ricordata, e poi la successiva distruzione di Tribucum, avevano già procurato lo spopolamento pressoché totale dell'area, che da quel momento in poi sarà dedicata alla sola pastorizia e abbandonata fino alla fine del XIX secolo.

### L'età contemporanea

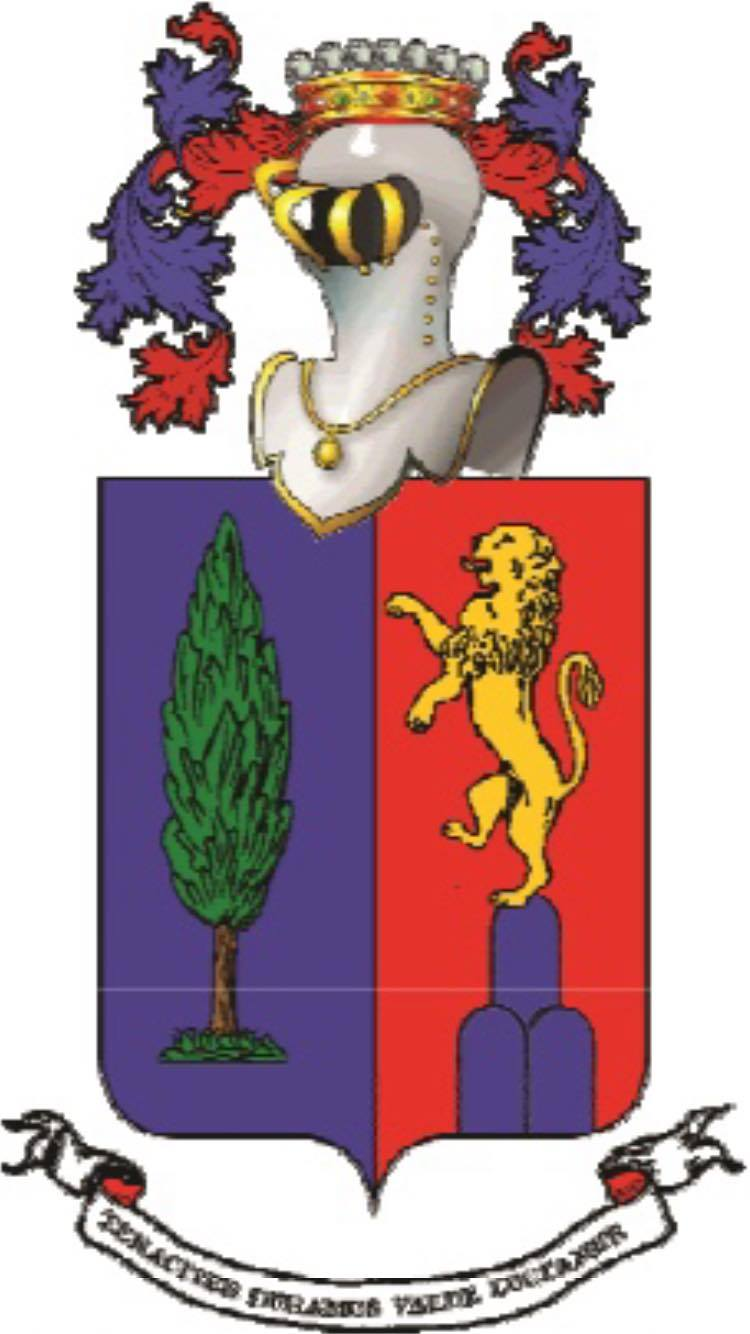
Stemma della famiglia baronale dei Duranti Valentini

Dopo la prima guerra mondiale alcuni agiati possidenti terrieri, di estrazione prettamente contadina, acquistarono e colonizzarono queste terre. Le tre grandi famiglie fondatrici di Ponte Sfondato agli albori del XX secolo sono le famiglie De Santis, D'Alessandri e Duranti.
Nel 1960 era pressoché terminato l'odierno ponte sul Farfa sopra ricordato. Nel 1973 venne costruita la prima chiesa del nuovo borgo dedicata all'Assunta, di cui ogni anno si celebra la ricorrenza con diversi giorni di festa a ridosso del 15 agosto. Culmine dei festeggiamenti sono i fuochi d'artificio, tra i più spettacolari di tutta la Sabina, che illuminano la mezzanotte del Ferragosto in una grandiosa esplosione di colori, raccogliendo ogni anno un cospicuo numero di spettatori che vengono proprio per assistere a tale spettacolo.

## Società

### Tradizioni e folclore
Sant'Antonio abate,  si festeggia il 17 gennaio con la rituale benedizione di animali addobbati e delle automobili, seguita dalla tradizionale distribuzione delle ciambelle all'anice.

## Galleria d'immagini

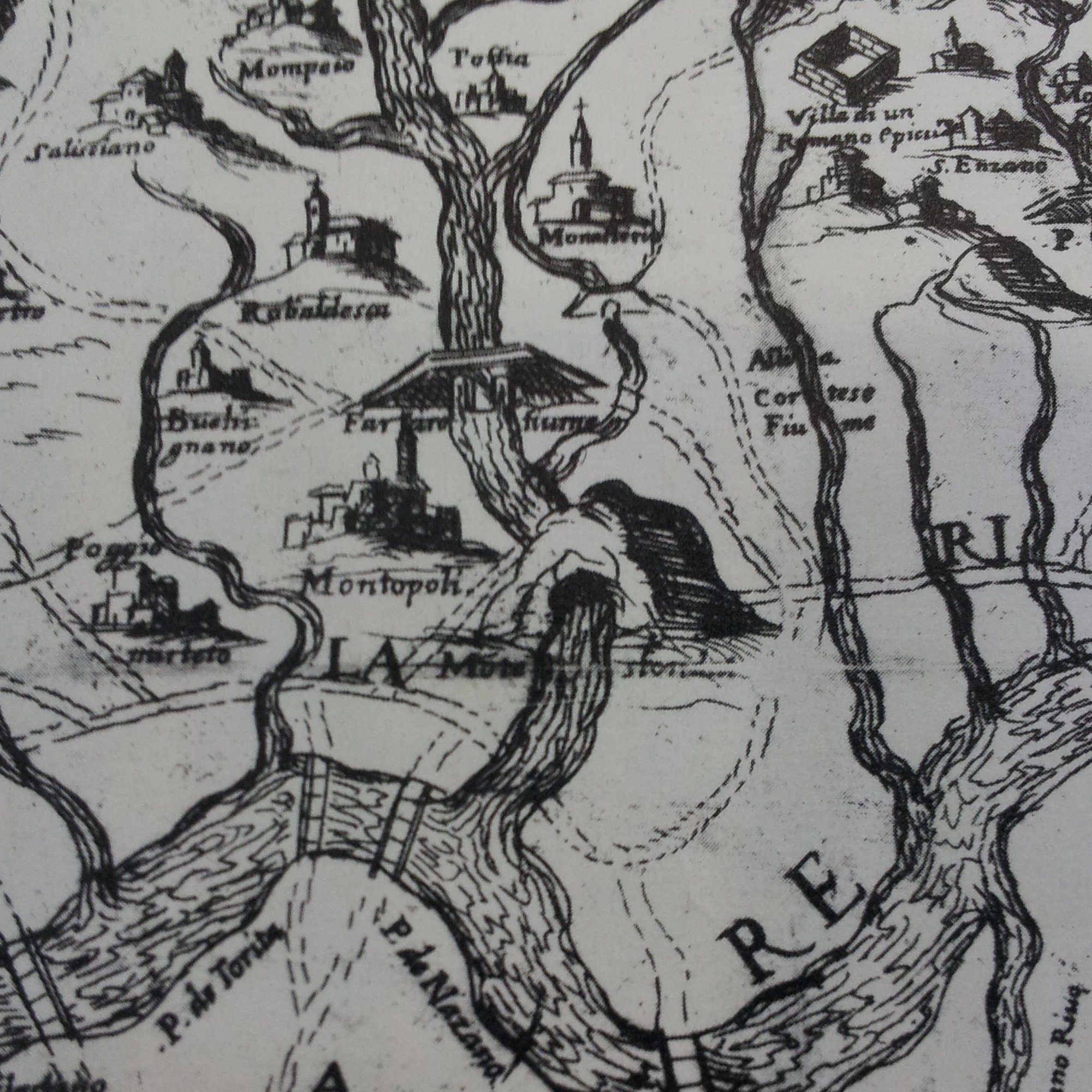
Particolare della carta di Giubilio Mauro (ante 1582), con la dicitura «Mõte Sfond»
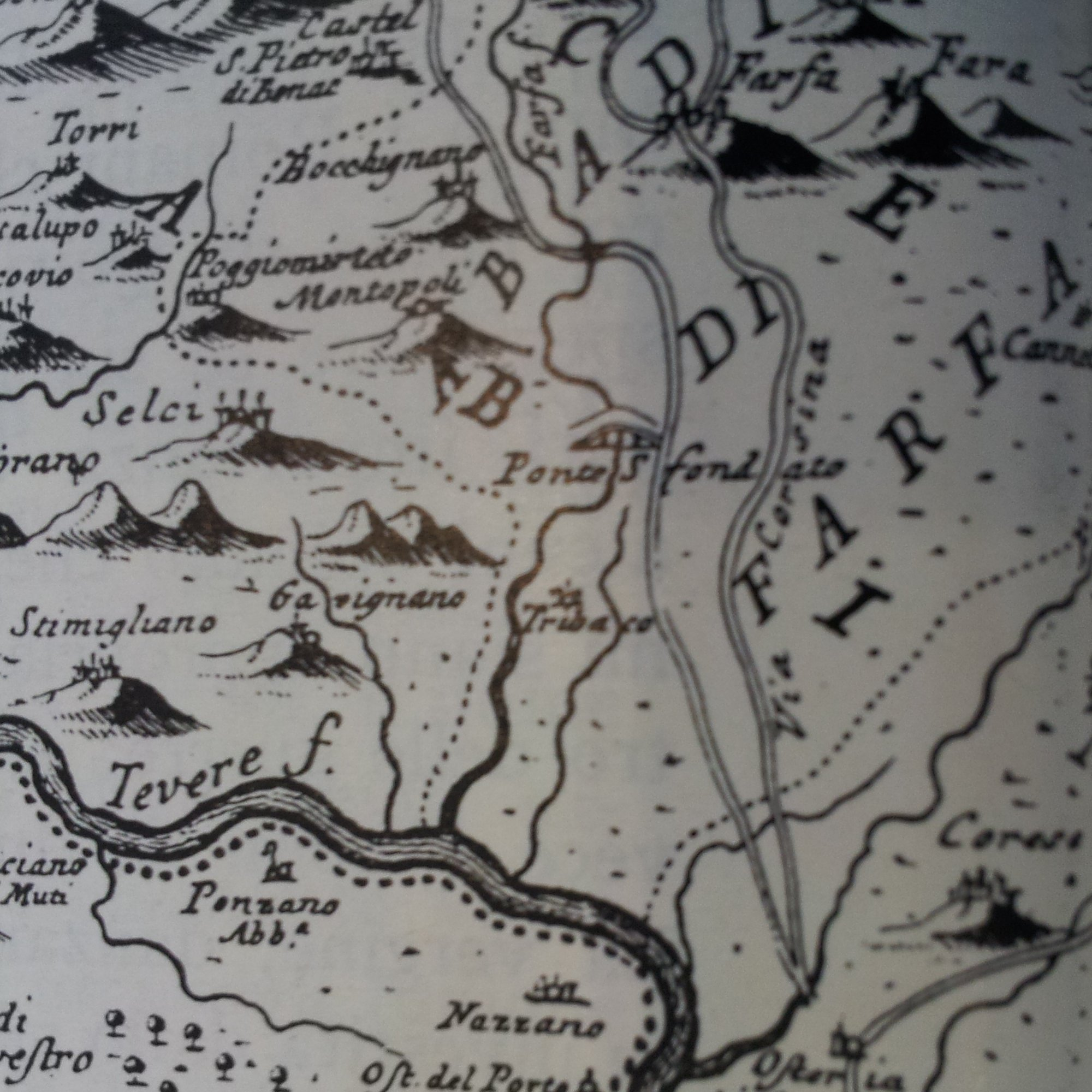
Particolare della carta di Gian Domenico Campiglia (1734), con il Ponte Sfondato e Tribuco
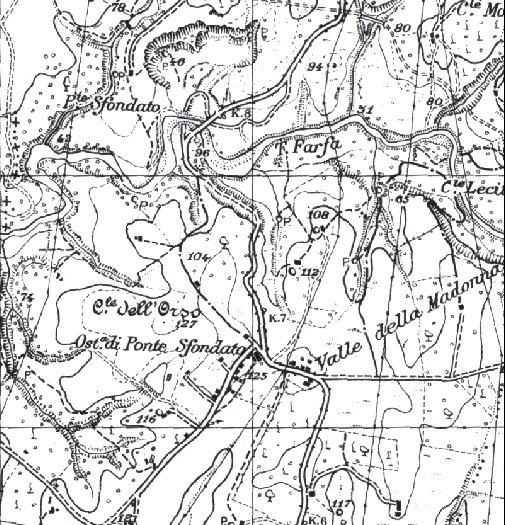
Particolare della carta IGM con l'Osteria di Ponte Sfondato
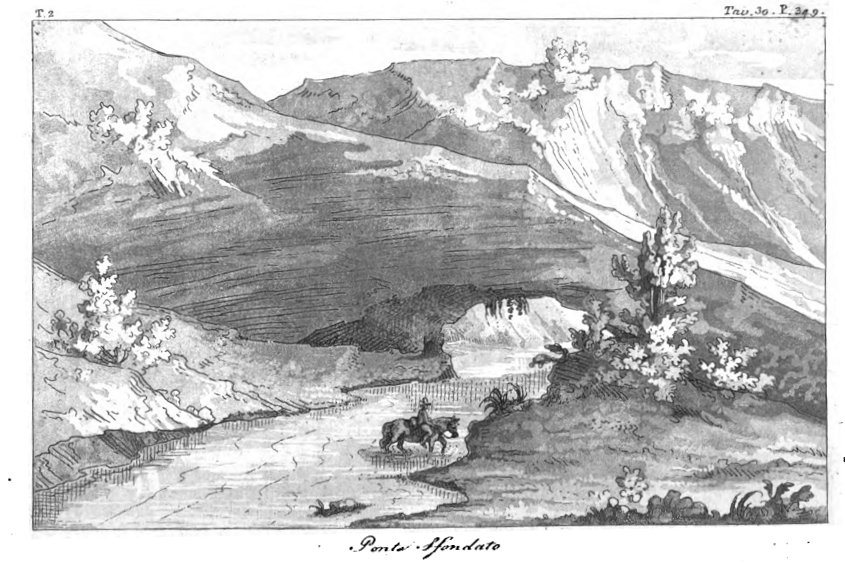
Il Ponte Sfondato in un disegno di Ludovico Prosseda (1828)
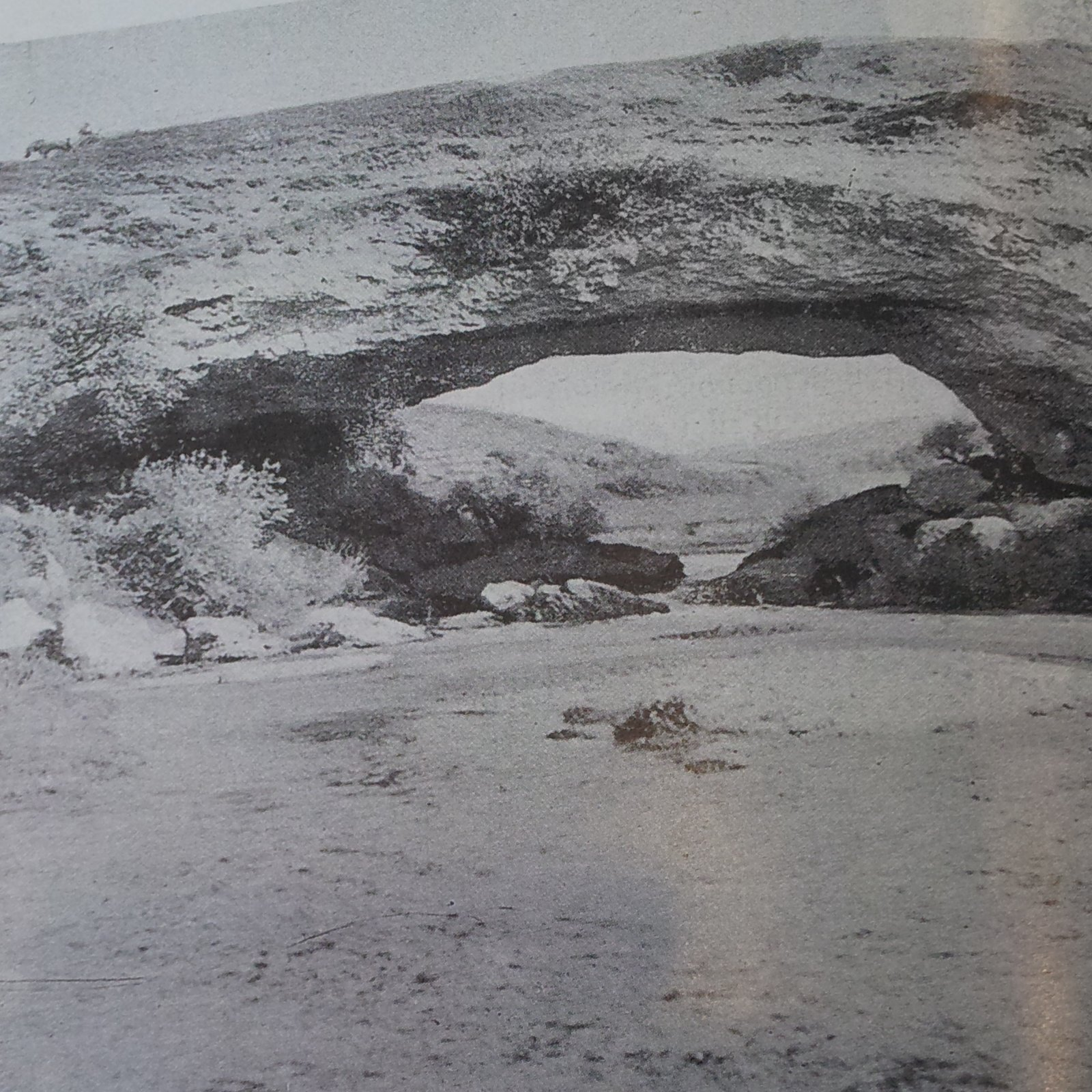
Il Ponte Sfondato in una fotografia dei primi anni del Novecento
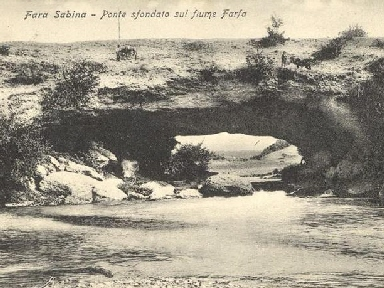
Cartolina del primo Novecento raffigurante il Ponte Sfondato
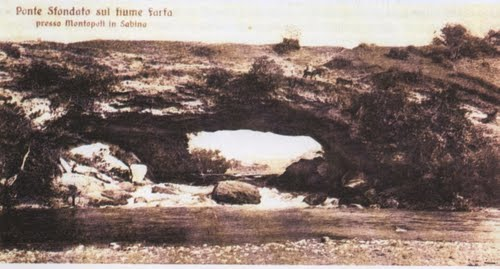
Cartolina del primo Novecento raffigurante il Ponte Sfondato
Cartolina del primo Novecento raffigurante il Ponte Sfondato